# カーズマSC
カーズマSC（アラビア語: نادي كاظمة الرياضي、Kazma Sports Club）は、クウェートのスポーツクラブ。1964年に設立された。様々なスポーツの部門を有するが、サッカークラブが著名。日本語では「カズマSC」または単に「カズマ」と表記されることがある。
以下はサッカークラブに関する記述。
本拠地はクウェート市アダイリーヤ、ホームスタジアムは、アル・サダーカ・ワル・サラーム・スタジアム。
80年代と90年代に国際タイトルを含む多くのタイトルを獲得した古豪。近年はリーグ戦の優勝から遠ざかっているが、カップ戦では2010-11と2021-22シーズンのアミールカップ、2015年と、2017-18のクウェートFAカップでの優勝がある。

## タイトル

### 国内タイトル
- クウェート・プレミアリーグ：4回
  - 1985-86、1986-87、1993-94、1995-96
- アミールカップ：8回
  - 1981-82、1983-84、1989-90、1994-95、1996-97、1997-98、2010-11、2021-22
- クラウンプリンスカップ：1回
  - 1994-95
- アル・ハサーウィ・カップ：1回
  - 2006-07
- アル・ホラーフィー・カップ：2回
  - 2003-04、2006-07
- クウェートFAカップ
  - 2015、2017-18

### 国際タイトル
- GCCチャンピオンズリーグ：2回
  - 1987、1994

## 現所属の主なメンバー
注：選手の国籍表記はFIFAの定めた代表資格ルールに基づく。
| No. | Pos. |            | 選手名                         |
| --- | ---- | ---------- | ------------------------------ |
| 2   | DF   | クウェート | ムハンマド・アル＝ハミース     |
| 3   | DF   | ブラジル   | デイゴ                         |
| 4   | DF   |            | والاسي                         |
| 5   | DF   | クウェート | ファイサル・ダシュティー       |
| 7   | MF   | クウェート | ナウワーフ・アル＝フマイダーン |
| 9   |      | クウェート | ミシャーリー・アル＝アーズミー |
| 10  | FW   | クウェート | ユーセフ・ナーセル             |
| 12  |      | クウェート | ハマド・ハルビー               |
| 13  | DF   | クウェート | ナーセル・アル＝ウハイブ       |
| 17  | MF   | クウェート | ムハンマド・ダーウド           |

| No. | Pos. |            | 選手名                                   |
| --- | ---- | ---------- | ---------------------------------------- |
| 20  | FW   | クウェート | ムハンマド・アル＝ハドフード             |
| 23  | GK   | クウェート | ファウワーズ・アッ＝ドーサリー           |
| 25  | DF   | クウェート | スルターン・サルブーフ                   |
| 31  | MF   | クウェート | タラール・アル＝ファーディル             |
| 41  | GK   | クウェート | アブドルアズィーズ・カミール             |
| 44  | FW   | クウェート | ナーセル・ファラジュ                     |
| 99  | FW   | ブラジル   | パトリック・ファビアーノ                 |
|     | GK   | クウェート | アブドルアズィーズ・ファトヒー・カミール |
|     |      | クウェート | ムハンマド・アル＝アッタール             |
|     |      |            | ジャーシム・アッ＝シャマーリー           |
|     | FW   | クウェート | アブドッラー・アッ＝ザフィーリー         |

## 歴代所属選手
- ファハド・アル＝エネジー 2009-2012
- ユーセフ・ナーセル 2008-
- マウリシオ・サーレス・ダ・アレンカール 2009-2010
- ロドリゴ・アルチュビ 2011
- サイード・アル＝ムルジャーン 2013-2014